# 1seg
1seg (one segment) es un servicio de transmisión de televisión digital terrestre y datos complementarios, diseñado para ser captado en dispositivos móviles. Está operativo en Japón, Argentina, Brasil, Chile, Uruguay, Paraguay, Perú, Venezuela y Filipinas. Forma parte del sistema ISDB-T de televisión digital.
La transmisión digital terrestre en Japón (ISDB-T) se diseñó para que cada canal (de 6, 7 ú 8 MHz) se divida en 13 segmentos (428 kHz cada uno). La transmisión de señales HDTV ocupa 12 segmentos, la SDTV entre 2 y 4 segmentos dependiendo del códec de compresión de datos y el OneSeg un segmento. En la modulación BST-OFDM los segmentos de la transmisión del ISDB-T se ubican de la siguiente manera: los segmentos pares 2-4-6-8-10-12 a la derecha; los segmentos impares 1-3-5-7-9-11 a la izquierda y el segmento 0 al centro (ese es el segmento que transmite el OneSeg).

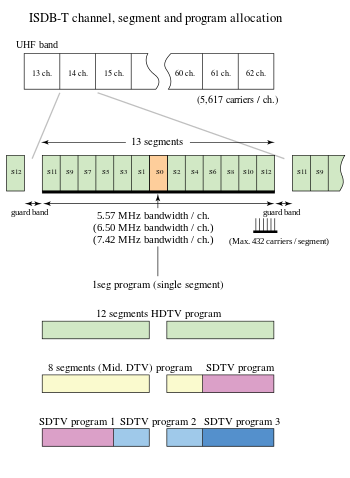
Transmisión jerárquica en ISDB-T

El servicio comenzó experimentalmente en 2005, y oficialmente el 1 de abril de 2006. El primer teléfono móvil para 1seg fue vendido por KDDI en el otoño boreal de 2005.

## Información técnica
La transmisión 1seg usa el videocódec H.264 y el audiocódec AAC, encapsulados en un flujo de transporte MPEG-2. 1seg usa QPSK para la modulación, con una relación 2/3 de FEC y 1/8 de la longitud del intervalo de guarda. La tasa de transferencia de datos total es 416 kbps (o 440 kpbs usando 1/16 de la longitud del intervalo de guarda). La resolución máxima de video es de 320 por 240 píxeles, con una tasa de bits de entre 64 y 384 kbps. El audio conforma un perfil AAC-LC, con una tasa de bits máxima de 64 kbps. La transmisión de datos complementarios usando BML (EPG, servicios interactivos, etc.) ocupa el resto (entre 20 y 80 kbps).
Existen pequeñas diferencias entre ISDB-T e ISDB-Tb (variación brasileña de la norma japonesa):
- ISDB-T: Video H.264 a 15 fps (Baseline@Level 1.2). Audio HE-AAC v.1 @ L2.
- ISDB-Tb: Video H.264 a 30 fps (Baseline@Level 1.3). Audio HE-AAC v.2 @ L2.

Los accesos condicionales y control de copiado no existen en la transmisión 1seg, sin embargo cada fabricante de receptores puede limitar la función de grabado. Por ej., el celular Sanyo W33SA solo permite registrar la transmisión 1seg a la memoria interna, y bloquea la copia o traslado a tarjetas externas miniSD.

## Receptores

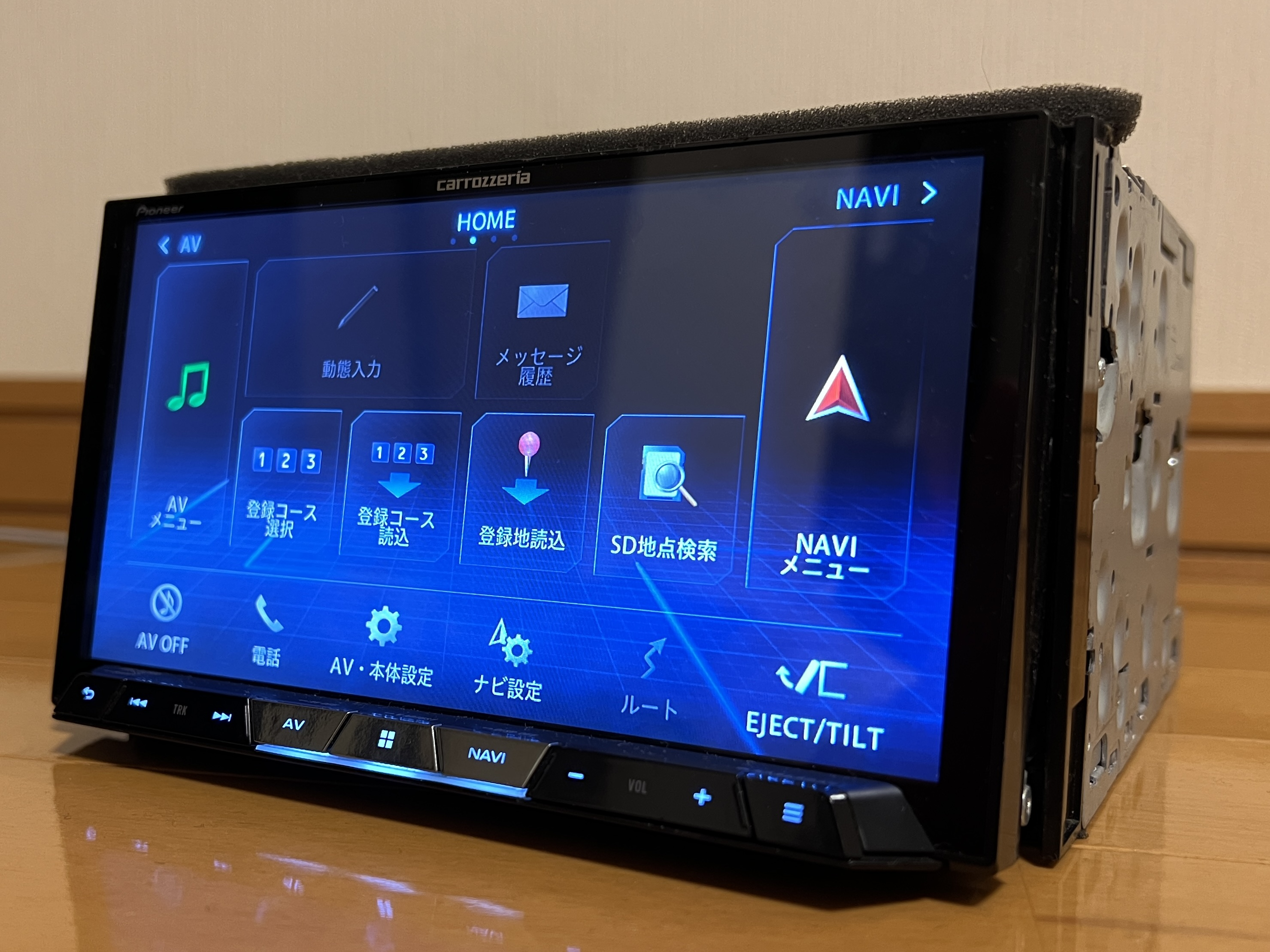
Receptor vehicular Pioneer AVIC BZ500 con gran pantalla táctil, CD/DVD, 1seg, GPS, SDXC y USB

- NTT DoCoMo P901iTV
- KDDI/Sanyo W33SA
- KDDI/Sanyo W33SAⅡ
- KDDI/Hitachi W41H Archivado el 2 de febrero de 2007 en Wayback Machine.
- Nintendo DS (via announced add-on)
- Pixela PC
- Sanyo One-seg & car navigation system
- Vodafone 905SH by SHARP
- Samsung I6220 Star TV, Samsung Galaxy S GT-I9000B, Samsung I6230 Star TV y Samsung Galaxy Y TV
- LG KB775 Scarlet y LG GM600 Scarlet II
- Motorola MotoGO TV
- ÖWN S4025 (Alcatel POP C9 customizado para Entel) Archivado el 5 de julio de 2015 en Wayback Machine.
- Pioneer AVIC BZ500